# Association d'athlétisme d'Amérique du Nord, d'Amérique centrale et des Caraïbes
L'Association d'athlétisme d'Amérique du Nord, d'Amérique centrale et des Caraïbes (North America, Central America and Caribbean Athletic Association en anglais (NACAC)) est une organisation continentale chargée de gérer l’athlétisme en Amérique du Nord, en Amérique centrale et aux Caraïbes, sous la tutelle de la Fédération internationale d’athlétisme (IAAF). Elle organise notamment les grands événements continentaux comme les Championnats NACAC. Elle a été fondée le 10 décembre 1988.

## Membres
Membres de plein droits
- Anguilla (Anguilla Amateur Athletic Federation)
- Antigua-et-Barbuda (Athletic Association of Antigua & Barbuda)
- Aruba (Aruba Athletic Federation)
- Bahamas (Bahamas Association of Athletic Associations)
- Barbade (Athletic Association of Barbados)
- Belize (Belize Amateur Athletic Association)
- Bermudes (Bermuda National Athletics Association)
- Îles Vierges britanniques (British Virgin Islands Athletics Association)
- Canada (Athletics Canada)
- Îles Caïmans (Cayman Islands Athletic Association)
- Costa Rica (Federacion Costarricense de Atletismo)
- Cuba (Federacion Cubana de Atletismo)
- Dominique (Dominica Amateur Athletics Association)
- République dominicaine (Federacion Dominicana de Asociaciones de Atletismo)
- Grenade (Grenada Athletic Association)
- Guatemala (Federacion Nacional de Atletismo de Guatemala)
- Haïti (Fédération Haitienne d’Athlétisme Amateur)
- Honduras (FENHATLE)
- Jamaïque (Jamaica Athletics Administrative Association)
- Mexique (Federación Mexicana de Asociaciones de Atletismo, A.C)
- Montserrat (Montserrat Amateur Athletic Association)
- Nicaragua (Federacion Nicaragüense de Atletismo)
- Porto Rico (Federacion de Atletismo de Puerto Rico)
- Saint-Christophe-et-Niévès (Saint Kitts & Nevis Amateur Athletic Association)
- Sainte-Lucie (Saint Lucia Athletics Association)
- Saint-Vincent-et-les-Grenadines (Team Athletics Saint Vincent & The Grenadines)
- Salvador (Federacion Salvadoreña de Atletismo)
- Trinité-et-Tobago (Nat’l Association of Athletic Adm. of Trinidad & Tobago)
- Îles Turques-et-Caïques (Turks & Caicos Islands Amateur Athletic Association)
- États-Unis (USA Track and Field)
- Îles Vierges des États-Unis (Virgin Islands Track & Field Federation)

Membres associés
- Curaçao
- Guadeloupe
- Martinique
- Saint-Martin

Membres invités
- Guyane
- Guyana

## Compétitions
- Championnats d'Amérique du Nord, d'Amérique centrale et des Caraïbes d'athlétisme
- Championnats NACAC d'épreuves combinées
- Championnats NACAC de cross-country
- Championnats d'Amérique du Nord, d'Amérique centrale et des Caraïbes d'athlétisme espoirs
- Championnats d'Amérique du Nord, d'Amérique centrale et des Caraïbes de course en montagne